# Kráľová nad Váhom
Kráľová nad Váhom (maďarsky Királyfalva, Vágkirályfalu, Vágkirályfa) je obec v okrese Šaľa na Slovensku. Leží ve slovenské Podunajské nížině na pravém břehu Váhu, naproti obci Dlhá nad Váhom, která je na pravém břehu. Do území obce zasahuje vodní nádrž Králová.

## Historie
První písemná zmínka o Králové nad Váhom pochází z roku 1237. V následujících listinách se obec uvádí pod názvem villa Regis (1332), později v roce 1371 jako Kyral a v roce 1570 jako Kyralfalva.
Pojmenování obce se v průběhu dalších staletí částečně měnilo. V soupisu z roku 1773 se Králová nad Váhom uvádí po názvem Kiralyfalva, v roce 1786 jako Királyfalwa a v roce 1808 je uveden maďarský název Királyfalva a také jeho slovenský ekvivalent Králowá. Od roku 1867 se používala už jen pozměněná maďarská verze Vágkirályfalu, která byla o deset let později změněna na Vágkirályfa. V uherském geografickém lexikonu z roku 1851 se obec uvádí jako převážně maďarská s 974 obyvateli. Statistika z roku 1910 vykazovala v Králové nad Váhom 1650 obyvatel, z toho bylo 1644 Maďarů a 6 Slováků.
Do roku 1918 byla obec součástí Uherska. V letech 1938 až 1945 byla kvůli první vídeňské arbitráži součástí Maďarska.

## Pamětihodnosti
Římskokatolický kostel sv. Alžběty, třílodní původně barokní stavba z roku 1732 s polygonálním ukončením presbytáře a věží tvořící součást její hmoty. Výrazným rozšířením o boční lodě kostel prošel v roce 1927. Barokní část kostela je zaklenuta pruskými klenbami, boční lodě mají klenby křížové. Nachází se zde barokní hlavní oltář z poloviny 18. století s obrazem sv. Alžběty. Kazatelna a křtitelnice jsou klasicistní z druhé poloviny 18. století. Varhany pocházejí z roku 1896.